# Biedrzychów (Strzelin)
Biedrzychów (deutsch Friedersdorf) ist ein Ort in der Stadt- und Landgemeinde Strzelin im Powiat Strzeliński der Woiwodschaft Niederschlesien in Polen.

## Lage
Nachbarorte sind Strzelin (Strehlen) im Westen, Krzepice (Krippitz) im Norden, Głęboka (Glambach) im Osten und Muchowiec (Mückendorf) im Südosten. 

## Geschichte
„Fredrichsdorff“ wurde erstmals im Jahre 1418 erwähnt. Die örtliche Pfarrkirche wurde 1537 den evangelischen Gläubigen übergeben und erhielt 1593 einen neuen Turm. Nach dem Ersten Schlesischen Krieg fiel Friedersdorf 1741/42 mit dem größten Teil Schlesiens an Preußen. Laut königlichem Lehensbrief von 1740 verkaufte Friedrich Wilhelm von Freyenfels die Güter Friedersdorf und Burkersdorf an Johann Christoph Freiherr von Seherr-Thoß. Besitzer war Ende des 18. Jahrhunderts das königliche Domänenamt Strehlen. 1783 bestand Friedersdorf aus 30 Feuerstellen und 272 Einwohnern. 1845 zählte Friedersdorf ein Freigut, 352 überwiegend evangelische Einwohner (zehn katholisch), eine evangelische Pfarrkirche unter preußisch-königlichem Patronat mit zwei Pastoren, die zugleich Diakone von St. Michael in Strehlen waren, eingepfarrt nur Friedersdorf, eine evangelische Schule nur für den Ort mit einem Lehrer, katholische Kirche zu Strehlen, zehn Handwerker und ein Kramer. Friedersdorf gehörte bis 1945 zum Landkreis Strehlen. 
Als Folge des Zweiten Weltkriegs fiel Friedersdorf mit fast ganz Schlesien 1945 an Polen. Nachfolgend wurde es in Biedrzychów umbenannt. Die deutschen Einwohner wurden, soweit sie nicht schon vorher geflohen waren, vertrieben. Die neu angesiedelten Bewohner waren teilweise Zwangsumgesiedelte aus Ostpolen, das an die Sowjetunion gefallen war.

## Sehenswürdigkeiten
- Die Kirche mit dem Patrozinium Johannes der Täufer (Kościół pw. św. Jana Chrzciciela) ist eine gotische Saalbaukirche aus der ersten Hälfte des 15. Jahrhunderts. Seit der Reformation bis 1945 war sie evangelisch. Im 18. Jahrhundert wurde sie barockisiert.[3]